# اعتماد خورشيد شاهدة على انحرافات صلاح نصر
اعتماد خورشيد شاهدة على انحرافات صلاح نصر  كتاب من وضع اعتماد خورشيد صدر عام 1988 عن مؤسسة آمون الحديثة للطباعة والنشر في 320 صفحة وطبع منه 6 طبعات في ثلاثة أشهر وحقق مبيعات لم يحققها الكثير من الكتب  وتم منعه وسحبه من الأسواق بحكم قضائي من إحدى المحاكم المصرية. يحتوي الكتاب على 20 فصل يتناول حياة الكاتبة مع صلاح نصر، ويتعرض لانحراف السلطة الأخلاقي وعلاقة ذلك الانحراف بأهل الفن. وتذكر المؤلفة الحروف الأولى لأسماء بعض الفنانات.

## محتوى الكتاب
يبدأ الكتاب بآيات من القرآن الكريم من سورة إبراهيم: الآيات من 42 إلى 45.
وَلَا تَحۡسَبَنَّ ٱللَّهَ غَٰفِلًا عَمَّا يَعۡمَلُ ٱلظَّٰلِمُونَۚ إِنَّمَا يُؤَخِّرُهُمۡ لِيَوۡمٖ تَشۡخَصُ فِيهِ ٱلۡأَبۡصَٰرُ (42) مُهۡطِعِينَ مُقۡنِعِي رُءُوسِهِمۡ لَا يَرۡتَدُّ إِلَيۡهِمۡ طَرۡفُهُمۡۖ وَأَفۡـِٔدَتُهُمۡ هَوَآءٞ (43) وَأَنذِرِ ٱلنَّاسَ يَوۡمَ يَأۡتِيهِمُ ٱلۡعَذَابُ فَيَقُولُ ٱلَّذِينَ ظَلَمُواْ رَبَّنَآ أَخِّرۡنَآ إِلَىٰٓ أَجَلٖ قَرِيبٖ نُّجِبۡ دَعۡوَتَكَ وَنَتَّبِعِ ٱلرُّسُلَۗ أَوَ لَمۡ تَكُونُوٓاْ أَقۡسَمۡتُم مِّن قَبۡلُ مَا لَكُم مِّن زَوَالٖ (44) وَسَكَنتُمۡ فِي مَسَٰكِنِ ٱلَّذِينَ ظَلَمُوٓاْ أَنفُسَهُمۡ وَتَبَيَّنَ لَكُمۡ كَيۡفَ فَعَلۡنَا بِهِمۡ وَضَرَبۡنَا لَكُمُ ٱلۡأَمۡثَالَ (45).
تقديم بأقلام فاروق فهمي (الصحفي بجريدة الجمهورية ومؤلف كثير من الكتب التي تبحث في فترة حكم عبد الناصر)، ومصطفى أمين، والمؤلفة إعتماد خورشيد.
عشرون فصل: 6 ساعات في بيت الزعيم الراحل - شهادة في مبنى القبة - الطريق إلى محاكمة الانحراف - حياة مع الشيطان - زيارة لفيلا الموت - ليال السمو الروحاني - عقد الزواج الباطل - صلادينو وموشى - تعذيب حتى الموت - سر اتهام مصطفى أمين - صراع في الكواليس - مليون دولار لاغتيال ملك - قصة ملك في المنفى - مهمة سرية في العراق - 40 سنة سجن تكتب نهاية الشيطان - رحلة في حماية الكافيار - وهربت من حصار الموساد - أيام النجاح والضياع - عودة لمواجهة الشيطان - نهاية الشيطان.

## تقديم
كتب مقدمة الكتاب ثلاثة: مصطفى أمين - فاروق فهمي - إعتماد خورشيد.
(1) رجال الصمت والبطولة بقلم فاروق فهمى
رجال المخابرات والأمن القومي.. فتية آمنوا بربهم.. فرض عليهم واجب الوطن ان يضحوا بحياتهم من أجل الشعب دون دعاية أو ضجيج. وبطولات المخابرات سطورها ناصعة في صفحات المجد والشرف، كتبها الأبطال بالدماء والأرواح.. دفاعهم عن شرف الوطن واجب لا يدانيه عمل مهما علا شأنه.. لا ينتظرون المقابل أو النفوذ أو السلطان.
.........
إذا كانت محكمة الثورة قد واجهت في حكمها مسئول بالجهاز قد انحرف عن خط الواجب.. هو صلاح نصر.. مدير المخابرات السابق وإدانته في قضية الانحراف عام 1968 بالسجن 15 سنة والغرامة 2500 جنيه، فان هذا الحكم هو إدانة لفرد ثبت شذوذه واستحق القصاص منه لا يشوه تصرفه السجل الناصع لجهاز المخابرات العظيم. فحيثيات الحكم الذي صدر وصفته بانه كان المسئول الأول عن كل انحراف أو عمل تدخل فيه الجهاز الذي رأسه بوسائل غير مشروعة، وبرأت كل من قدم للمحاكمة باعتبارهم غير مسئولين.
(2) فكرة (من حق الشعب أن يعرف كل شيء) بقلم مصطفى أمين
قرأت حديثا للصحفي المعروف محمد بديع سربيه مع النجمة مريم فخر الدين روت فيه كيف أن رجلا خطيرا من أصحاب النفوذ في الستينيات رمزت له بحرف (ص.ن) طاردها.. وقالت.. وحاول إخضاعي بشيء من أنواع الضغط والإرهاب والتهديد ولكني حاربته بأسناني وأظافري. وقالت انها اخذت أبنها وهربت إلى بيروت ولم يكن معها سوى 13 جنيها. وقالت إنها سجلت هي ووالدتها أحاديث الرجل الخطير التليفونية وتهديداته. وانها اضطرت أن تبقى في بيروت أربع سنوات بعيدة عن مصر لأن الرجل المسئول الكبير كان يطاردها بشراسة.
.......
فهل يمكن أن أصدق أن من جملة أعمال (ص.ن) انه طلقني من زوجي لانه كان بنفسه يرسل لزوجي سيدات يشغلنه، بل كان هو الذي يوحي إلى بطريق أو بآخر بأن زوجي يخونني فاذهب وأرى زوجي بالجرم المشهود.
ان قصة مريم هي قصة تصلح لفيلم خطير يروي بتفاصيل مثيرة كيف حاول مسؤول كبير ان يستغل مركزه الضخم ونفوذه الهائل لمحاولة اغتصاب نجمة مشهورة. وكيف استطاع ان يرغمها على الطلاق من زوجها ويزيد من أهمية القصة أن مريم تقول انها لاتزال حتى الآن تحتفظ بالأشرطة المسجلة التي تحوي صوت المسئول الكبير وهو يغازل ويهدد ويتوعد. انني اعرف انه يوجد ملف اسمه «انحراف المخابرات» في الستينيات وفيه أحداث وحكايات واعترافات يشيب من هولها الولدان. وأن إحدى السلطات سحبت هذا الدوسيه الخطير من محكمة الثورة. وان محكمة الجنايات بالقاهرة طلبت هذا الدوسية ثلاث مرات ورفضت السلطات تسليمها الدوسية. وقد سجلت محكمة الجنايات هذه الحقيقة في حيثياتها في إحدى القضايا السياسية الأخيرة.
وقد وقع في يدي ورقة واحدة من هذا الملف الخطير وهى صورة محضر تحقيق جرى بمبنى مجلس قيادة الثورة بالجزيرة في يوم الخميس 29 فبراير سنة 1968 الساعة 11 صباحا، والذي تولى هذا التحقيق عبد السلام حامد أحمد المدعى الاشتراكي الحالي. وكان في ذلك الوقت رئيس النيابة وعضو مكتب التحقيق والادعاء. أن هذا الملف العجيب ممكن ان يخرج منه عشرة أفلام ومن حق الشعب ان يعرف كل شيء.. كل شيء.
(3) نعم من حق الشعب أن يعرف كل شيء بقلم إعتماد خورشيد
فقد قدر لي أن أكون بالقرب من صلاح نصر 4 سنوات كاملة.. لمست خلالها قوة الإنحراف الذي ساد مصر.. والذي أشار اليه الكاتب الكبير مصطفى أمين.. الإنحراف الذي غطى الفترة السوداء التي انتهت بالهزيمة. كان صلاح نصر يستطيع فيها ان يفعل أي شئ دون حساب أو قانون. فقد كان هو القانون. كان واجبه حماية النظام من المؤامرات.. فوضع رأس النظام تحت سيطرته يرعبه بمؤامرات الاغتيال الوهمية، يحوله إلى دمية بأزرار يحركها كما يشاء. فرض نفسه على حياة الناس فعاث فيها فسادا.. صادر حرياتهم وتفنن في ظلمهم واستباح حرماتهم وتحولت مصر في عهده إلى سجن كبير. كانت هوايته التلذذ بتعذيب الناس فامتلأت السجون بالضحايا والابرياء.. وزادت استراحات السمو الروحاني وتجنيد العملاء والعميلات. وكان أسلوبه فرض وصايته على كبار المسئولين فامتلأت أدراج مكتبه بملفات الأسرار والفضائح يستخدمها في الوقت المناسب. وكانت خطته تسجيل الهمسات.. فزاد استيراد أجهزة التصنت والرقابة والتصوير الخفي لكل الناس. ورغم قوة صلاح نصر.. كان أمامي ضعيفا مهيض الجناح.. استبان لي شذوذه مذن اللقاء الأول.. ولعب القدر دوره لأكون رقيبا على جرائمه ومؤامراته وانحرافه أرويها أمام محكمة الثورة في الستينيات لتكون شهادتى - أساس إدانته ليتلقى الحكم بالسجن 15 سنة. صلاح نصر كان من الحكام الشواذ، وشذوذه كان من النوع المدمر الحقير الذي لطخ مصر وابناءها الاشراف، ولوث بطولات رجال الجهاز الذي رأسه سنوات طوال. وشذوذ هذا الطاغية.. كان موروث أصابه بالسادية وحرفة التعذيب. كان متعدد الشخصيات والطباع.. يختلف سلوكه وفقا لظروف الزمان والمكان.. حاكم طاغية في الصباح.. خادما ذليلا المساء.. شاذا ضعيفا باقي الليل. وقد منحني الله عز وجل قوة على مقاومته عندما حاول إذلالي بقوته المصطنعة فدبر قتلي في حفل خاص.. دون أن يدرى ان الله كان له بالمرصاد.. فأنجو من الجريمة.. لاقف شاهدة عليه.. أكشف استار طغيانه وانحرافه أمام الزعيم الراحل جمال عبد الناصر. ولقائي بالزعيم الراحل تم بعد هزيمة 1967 وانكشاف مؤامرة قلب نظام الحكم بتدبير المشير عبد الحكيم عامر، واعتقال صلاح نصر بعد ان ثبت دوره في المؤامرة واحتل المركز الثالث في قائمة الاتهام. وقدر لى أن أروي للزعيم الراحل أسرار المؤامرات الوهمية التي كان يدبرها من تليفون فيلتي بالهرم رقم 851311 مع أعوانه لتخويفه من القتل وتدخله في حياته الشخصية تحت ستار الحماية والأمان. وأن اذكر له اتفاق الإرادة السوداء بين الطاغية وبين المشير والمجموعة العسكرية للسيطرة على الحكم وعزل القيادة السياسية تدريجيا لتحكم قبضتهم الديكتاتورية على مقدرات البلاد. ورويت له أسرار المؤامرات التي أرتكبها صلاح نصر تحت ستار الحماية: مثل اغتيال الملك السابق فاروق في روما. ومجزرة الاخوان المسلمين واعتقال الشيوعيين والتنسيق مع شمس بدران في اعتقالات مهزلة تصفية الإقطاع وغيرها.. وغيرها. وكشفت أمام الزعيم صور الشذوذ والانحراف وحياة الجنس وتحطيم حياة الأبرياء التي دبرها صلاح نصر ليكون موصوماً بتصرفات النساء والغانيات والمحظيات. وقرر الزعيم الراحل، بعد أن أستمع إلى روايتي لمدة 6 ساعات، ان أكون شاهدة الإثبات الوحيدة على صلاح نصر أمام محكمة الثورة في قضية الانحراف. ونفس الأسرار كشفتها للوزير أمين هويدي المسئول الأول عن المخابرات بعد اعتقال صلاح نصر. قدمت له قوائم العملاء والعميلات الذين جندهم لصالحه الشخصي واماكن الشذوذ وارتكاب الفضائح والمخازي. وكشفت أمام محكمة الثورة، صورة الحكم في مصر تحت سيطرة صلا ح نصر واعوانه وأصدقاءه ومريديه من رجال السلطة ومنهم المشير عبد الحكيم عامر، والوزير عباس رضوان، والوزير شمس بدران، وجلال هريدى وغيرهم ممن كانوا طريقا لهزيمة الصحراء عام 1967. ورويت أمام المحكمة حياتي مع الشيطان، وكيف أغتصبني من داخل أسرتي الصغيرة وفرض على زوجي أن يشهد على زواجه مني بورقة الزواج الباطل بعد أن فرض عليه كل سبل القهر والإرهاب فامتثل الزوج لأوامره ونفذ مايريد. وليفرض الشيطان نفسه على حياتي أربع سنوات كاملة ذقت فيها كل ألوان الشذوذ والهوان وغيرها.. وغيرها من صور الفساد والدنس والشذوذ، وما وقع خلف كواليس الحكم في الفترة السوداء. ومرت السنوات البغيضة والأحداث لازالت محفورة في عقلي وتعصف بي الأيام، ولعنة الطاغية تطاردني فتصيب عقلي بالجنون. ووجدت نفسي اسجل ما وقع .. وما جرى .. وما شهدت به أمام محكمة الثورة وما ارتكبه صلاح نصر من جرائم وطغيان في هذا الكتاب ليكون وثيقة لتاريخ فترة سوداء كنت شاهدة عليها .. بعد أن فرضتني عليها الظروف. أقدمها بلا رتوش، بأحداثها وأشخاصها، برواياتها ومآسيها، بكل أبعادها حتى ما اصابني فيها من رشاش الطين .. ألبي بها نداء مصطفى أمين بأن من حق الشعب أن يعرف كل شيء. أهديها لأحفادي .. تدافع عن نظرات الاتهام التي أراها في عيون أبنائي. أحاول فيها أن اصرخ .. فلم يكن لي ذنب فيما فعلته .. أو شاهدته. لم أكن أدرى أن مصيري ومصيرهم علقت استاره بتصرفات طاغية مجنون .. فربما تكون شهادتي .. دليل براءة مما علقت نفسي من رشاش طين. هذه شهادتي .. أقولها للتاريخ .. لعلهم يقتنعون .. ويتعظون. القاهرة 1988 اعتماد خورشيد.

## مقتطفات من الكتاب
6 ساعات في بيت الزعيم الراحل
لم اصدق والسيارة السوداء تعبر البوابة السوداء لبيت الزعيم الراحل جمال عبد الناصر .. انني سأقضي الساعات الطويلة أروى أمامه قصة حياتي مع الشيطان صلاح نصر. تنتهي بأن يقرر الزعيم الراحل أن أكون شاهدة الإثبات الأولى في قضية «الانحراف». كان لقائي مع الزعيم الراحل يوم 24 أكتوبر 1967.
........
كانت حجرة الرئيس عبد الناصر غاية في البساطة تدل على ذوق الرجل واهتمامه بأناقته التي كانت تضفي بريقا على شخصيته الفذة. كنت أحبه وأحترمه وأؤمن بما يقول. ولكنى كنت أعيش في تناقض غريب، وأنا أشهد ما يرويه عنه الشيطان صلاح نصر .. أو ما يحكيه لصديقه المشير عبد الحكيم عامر عبر التليفون. فلم أكن أصدق أن هذا هو الرئيس .. ولم أصدق أي كلمة قيلت عنه.
........
وفجأة دخل الرئيس عبد الناصر إلى غرفة مكتبه وببشاشة الرجل العظيم حياني قائلا: ازيك يا اعتماد!
وتطلعت للرجل الذي قاد مصير أمة وغير وجه التاريخ، وهالني مارأيت. كان صورة الهزيمة في وجه إنسان .. ابتسامة باهتة .. نظرة منكسرة حزينة .. شعر أبيض مبكر .. رداءه «بوشيرت» سماوي وصندل أسود .. وزيادة في العمر سنوات وسنوات. ووقفت دون حراك ونداء قلبي يردد: أهلا يا فندم.
وصدمتنى كلماته الرقيقة: فطرتي يا اعتماد؟
ولم أرد .. وتمتمت شفتاي: الحمد لله
وجلس الرئيس على الفوتيل أمام المكتب .. وأنا أحاول لملمة ملابسي لأبقى على حرف الفوتيل المقابل .. أخفض رأسي للأرض .. لا أستطيع النظر لعينيه بعد أن أختفى منها البريق.
وبدأ بسؤال: هل رأيت ما حل بالبلد من مصائب؟
وقلت: واقع غير معقول .. أنها كوارث ياسيادة الريس
وقال الرئيس: لقد استمعت إلى التسجيلات التي دارت في حضور الوزير أمين هويدي، وعرفت منها الكثير من الحقائق والمعلومات . . لم تخفي شيئاً .. ولم تحتفظي بسر .. وقلت لازم أشوفك فربما يكون عندك جديد لا أعرفه. هناك اسئلة عديدة أريد ان أعرف إجاباتها منك.
شهادة في مبنى القبة
كانت علاقتى بصلاح نصر قد انقطعت قبل النكسة بأيام، بالتحديد بعد عودتي من العراق وتهديده لي بالقتل، واتهامي بأنني جاسوسة، وتدبير جريمة لاغتيالي في حفل أقامه في فندق شبرد قبل الحرب بثلاثة أيام .. وكانت اصابتي بكسر في ساقي السبب الرئيس في نجاتي من القتل كما عرفت بعد ذلك. وتنفست الصعداء بعد أن زاح عن قلبي هذا الكابوس الذي استغرق 4 سنوات.
............
وأستدعيت لمقابلة الوزير أمين هويدي عقب إعلان وفاة المشير عبد الحكيم عامر، وعرفت يومها أن صلاح نصر تقل إلى السجن. في التاسعة صباحاً يوم 14 سبتمبر 1967 طرق باب فيلتي بالمعمورة رجال الأمن يطلب مني مرافقته في مهمة عاجلة في القاهرة. وكان الاستدعاء بصفة عاجلة . . ولم يجبني على أسباب هذه المهمة .. ولكني كنت متأكدة أن المهمة لها علاقة بصلاح نصر .. لا أعرف حدودها. هل هو اعتقال .. ام لمعرفة شيء ما .. ولماذا أنا .. وهل تشعب التحقيق مع صلاح نصر فذكر أسمي وعلاقته بي .. وهل وهل .. ووجدت نفسي أدخل في دوامة .. ماذا افعل في هذا الموقف.
.......
وطلب الوزير هويدى من أعوانه إعداد الأجهزة لتسجيل كل حرف أقوله .. واستغرق حديثي ساعات طويلة لا أعرف مساحتها حتى الآن. كان الوزير هويدي يكتب أمامه نقاط وأنا أروى كل حقيقة .. بينما تعيد ذاكرتى شريط الأحداث لحظة .. لحظة ومعاونيه يستبدلون الشرائط المسجلة باخرى جديدة .. ويؤشرون عليها بارقام وعلامات وملاحظات.
........
وقال لي الوزير هويدى .. سوف نتصل بك عن طريق مكتبنا في الإسكندرية لتحديد اللقاء القادم. وزرت القاهرة 4 مرات .. أدليت خلالها بشهادتي كاملة في إدارة القبة. وفي المقابلة الثانية حجز لي مكان في القطار المتجه للقاهرة، وجاء مقعدي بجوار مقعد الفنانة (ش.م) وكنت أعرف أنها على علاقة بصلاح نصر ولاحت لي اسئلة عن ترتيب هذا اللقاء المفاجئ. هل هو صدفة أم مدبر وما هي أبعاده، وهل سيدور بيننا حديث، وما طبيعته. وقررت ألا أكون البادئة بالحديث لو تم .. واترك الأمور للوقت والظروف .. وجلست ارتب افكاري للمهمة الذاهبة من أجلها في القاهرة. وفوجئت بالفنانة (ش.م) تبادرني بالحديث الغريب: يا إعتماد أنت بتضيعي صلاح نصر بالشكل ده.
ولم انطق بحرف، واستمر حديثها: كيف يسمح لك ضميرك ان تتكلمي عن الراجل بالشكل ده .. أنت حتوديه في داهية بكلامك عنه.
واندهشت للحديث ونوعيته وألفاظه، وكان لابد ان أرد عليها وقلت في حزم: والله أنا لم اتسبب في أن يذهب صلاح نصر في داهية أم لا .. هو اللي صنع الكارثة وضيعني وضيع البلد معاه .. واظن يا مدام هو برضه مسئول عن اللي احنا فيه. وادرت ظهري ولم نتبادل الحديث حتى وصل القطار إلى محطة مصر.
.......
وخارج الحجرة المغلقة سمعت دقات عديدة للكعوب النسائية في طريقها إلى غرف التحقيق .. كانت الدقات كثيرة جدا، ودخل حجرات التحقيق المئات من الفتيات والسيدات اللائي جندهن صلاح نصر من مختلف الأنواع والمستويات .. فنانات .. وكومبارس .. سيدات مجتمع وخادمات وطالبات جامعة وموظفات. كان الجميع يعملن لحسابه شخصياً ويكلفهن بمهمات خاصة .. وكانت العناصر النسائية الركيزة الأساسية في نشاط صلاح نصر السري.
زيارة لفيلا الموت
رويت امام المحكمة رحلتي إلى عرين الشيطان على ترعة المريوطية بالهرم .. وكان صلاح نصر قد طلب من معاونه (ح.ش) أن يصحبني إلى الفيلا التي ينتظرني فيها ردا على زيارته لي في المعمل بالهرم قبلها بساعات. لم ينطق مساعده (ح .ش) بكلمة وهو يسير بجوار الترعة بسيارته الفارهة فقد كان كل اهتمامه محصورا في قيادة السيارة الفيات بسرعة فائقة ليصل إلى رئيسه بعد ساعة من انتهاء زيارته في نفس اليوم 15 أكتوبر 1964. كان السائق مشغولا بمتابعة الطريق الممل عندما امتدت يدي إلى راديو السيارة أحاول ان أحرك المؤشر لأقطع الصمت الطويل. وفوجئت بيد المساعد تحطم يدى بعد أن ضربها بقوة ليبعدها عن لوحة الأجهزة التي احتلت مقدمة القيادة. وصدمتني المفاجأة فلم أكن أتوقع التصرف الغريب، ولم أكن أعرف حقيقة الضيف المنتظر هناك. ولم يعتذر (ح .ش) أو ينطق بكلمة، بينما تسلل الخوف لقلبي. ونظرت إلى لوحة القيادة ورأيت أنها تختلف عن  أي سيارة فقد كانت مجهزة بأحدث أجهزة اللاسلكي، والإرسال والاستقبال. وكل جريمتي أنني حاولت ان أغير الموجه أو أعبث بأجهزة الإرسال. وأفقدتني المفاجأة توازني ولحظة التفكير. كان يمكن مطالبة السائق بوقف السير والعودة إلى البيت أو التعلل بنسيان شئ ليعيدني، ثم أحاول الاعتذار عن الذهاب. ولكن تفكيري كان مستغرقا في المشروع الأكبر وهو إنهاء عملية بيع المعمل وتصفية مشروعاتي والسفر نهائيا إلى بيروت. لذا لم يؤثر علي هذا التصرف الغريب وزاد انقباضي وانقضت الدقائق ثقيلة .. ثقيلة. ووصلنا إلى فيلا كبيرة تطل على ترعة المريوطية بالهرم، وكان سمير بك !! يمسك في يده كأس ويسكي !! وينظر إلي نظرات ذات مغزى !! لم اعرها التفاتا .. ودعانا سمير بك للجلوس، وفوجئت بالشيطان يطلب مني الجلوس بجواره وفضلت أن يكون لي مكان بعيد. وبدأت مناقشات تافهة حول الفلسفة والوجودية والبوهيمية وغيرها من الموضوعات السخيفة ! ! كنت فيها صامته لا تشغل اهتمامي فأنا قادمة في مهمة أرجو أن تنتهي بنجاح. وبدأ سمير بك يتحدث عن السينما والوسط السينمائى والفضائح التي تمس عشرات الفنانين والفنانات، وطلب مني أن اقول رأيى فيما يقول. كان مخمورا ففضلت ان يكون حديثي مهذبا وقلت له: أنا لا أحب أن اسمع الإساءة عن زملائي من أهل السينما فأنا منهم وزوجي منهم .. وكلهم زملاء .. وفي كل مجتمع فيه .. وفيه. وقال سمير بك لا إنت حاجة تانية .. وأطلق ألفاظ تخدش الحياء. وشعرت بضيق شديد .. فهل تركت بيتي وأولادي لأسمع هذا الكلام الهراء. قال سمير بك: أنا اعرف أهل السينما واحد واحد  وكلهم بيشتغلوا معايا، وكل تفاصيل حياتهم عندي.
ونظرت اليه باستغراب وقلت في نفسي: من يكون ولماذا لم نسمع عنه من قبل؟
وفوجئت به يقول: حتى انتي كل تفاصيل حياتك عندي .. تاريخ ميلادك تحبي أقوله لمي أنت مين .. وبنت مين .. واكلتي ايه امبارح!!
ورديت عليه: أنت بتشتغل في التنجيم.
وضحك بشدة وقال: لا .. أنا عندي لكل واحد في السينما «ملف».. عندي أرشيف للوسط السينمائي كله.
ولم تعجبني المناقشة، وصمت، وفوجئت به يترك المكان ويختفي داخل الفيلا. واقتربت مني السيدة (س .ق) وقالت لي: سمير بك عاوزك.
وحاولت الاعتذار لتأخر الوقت ولكنها أصرت على إنهاء الاتفاق، وصعدت إلى غرفة المكتب .. في نهاية الممر الطويل .. وادخلتني السيدة إلى الحجرة وأغلقت الباب خلفي .. ولم تكن حجرة مكتب ولكنها حجرة نوم. وأصابني الهلع .. كان سمير بك نائما على سرير في الحجرة الغريبة عاريا كما ولدته أمه. كانت حجرة النوم واسعة سلطت فيها عددا من المصابيح الكهربائية على سرير وحولتها إلى بلاتوه. واحسست بالقرف والغثيان وحاولت أن أترك المكان واذا به يجري ويغلق الباب بالمفتاح. استجمعت قواي اسأله: ما هذا يا سمير بك ؟؟
وقال: أنا بحبك من سنة 60 وأنت في وادي تاني، ومش حاسة بي.
وبدأ يوجه إلى كلام رخيص، ولم يترك لى فرصة وهجم على يحاول ان يغتصبني. وتخلصت منه بصعوبة .. وركزت كل تفكيري .. كيف أهرب من هذا الشيطان الكريه. وسألته: أنت مين خليني اتعرف عليك.
وأجاب: لو صارحتك بحقيقة شخصيتي ومن أكون هل تقبليني صديقا أو رفيقا أو حبيبا !!
وقلت له: اتفقنا. واسرع وكان لازال عاريا إلى جيب جاكتته المعلقة على شماعة بالحجرة يخرج منها كارنيه ويقدمه لي قائلا: اتفضلي ياستي .. أنا عمري ما قلت لواحد مين اكون .. الجرايد لا تنشر صورتي .. حتى إسمى محدش يعرفه.
وأمسكت بالكارنية وقرأت «محمد صلاح الدين محمد النجومي» مدير المخابرات العامة المصرية. وقلت بلا وعي: يعنى ايه مدير .. أنا كنت بافتكر انك منتج سينمائي كبير .. شخصية مهمة .. طلعت موظف حكومة. وبلا شعور رميت الكارنية على الأرض وبصقت عليه. وقلت في حسم: أريد العودة فورا إلى منزلي.
استجمع صلاح نصر قواه وصرخ صراخاً مروعاً ينادي السيدة (س.ق) ومعاونيه، بينما أقف مشدوهة أرقب ما يحدث. وزادت صرخاته: يا فلانه .. يا .. تعالوا شوفوا بنت (...) الشريفة عملت إيه في صلاح نصر .. تعالوا وروها مين صلاح نصر؟ وانشقت الأرض وتجمع بعض المعاونين على «عواء» الشيطان العاري يلقي إليهم أوامره ويقول: خدوها وروها مين صلاح نصر !! وروها مين صلاح نصر !!
ولم أشعر بخوف من الشيطان .. ولم أكن أعرف أنني إخترت طريق جهنم. وقادني الجلاد (ح.ش) إلى الغلاية .. أنشب أظافره في ذراعي حتى سال الدم منها وتهتك لحمها وهو يجرني عبر الحديقة إلى مكان الموت. كان مكان يشبه الحمام البلدي في الأحياء الشعبية .. وسطه مغطس يغطيه الماء المغلي والمواد الكيماوية تكسو حوائطه البلاط القيشاني تفوح منها رائحة الموت. وفتح مساعد الشيطان (ح.ش) باب الغلاية ورماني بقوة شديدة على البلاط وشعرت بساقي تتحطم، وتعلقت بالأرض أحاول النهوض. وبدأت اتلفت حولي التقط أنفاسي. كان حولي أطياف آدميين واشباح «جثث» البعض منها مرمي في المغطس والماء المغلي يغطيه، والآخر جثث آدمية .. لازال فيها الروح تئن وتصرخ معلقة من أرجلها وكأنها ذبائح. كانت رائحة الموت الأسود تلف المكان .. ولم أشعر بنفسي، وأغمى علي، ولم أدري متى عاد الزمن وخرجت من القبر السحيق.
ومرت فترة لم أحسب زمانها .. عدت فيها للوعى يتراءى لي من حولي أنني نائمة على سرير الشيطان .. ومصابيح الكهرباء تلهب جسدي وأجهزة التصوير السينمائي تسجل حالتي. ووسط النور المبهر .. أفقت لحظة ورأيت وجه الشيطان وبجواره وجه آخر يفحصني ويربت على خدي علني أفيق من إغمائي. وصرخت ورحت في إغماء مرة أخرى. وعرفت أنني قضيت الليل في فيلا الموت. وسمعت صلاح نصر يطلب من معاونيه نقلي إلى منزلي بالهرم .. ونقلت في سيارة إسعاف واستقبلني زوجي أحمد خورشيد في هدوء غريب، وكأنه كان يعرف ما وقع لي .. لم يسألنى أين كنت وماذا حدث لي. وفوجئّت بصلاح نصر يقف على رأس السرير وبجواره الدكتور النبوي المهندس وكان يشغل منصب وزير الصحة وقتها .. وكان هو الوجه الذي رأيته في فيلا الموت لحظة إفاقتي. وحاولت أن أحرك ساقي ولم اشعر بها وعرفت أنني أصبت بشلل نصفي .. لا أستطيع أن احرك ساقي، ولا أقدر على الحركة تماما. وقال لي زوجي خورشيد انه لم ينم هذه الليلة .. ولم يعرف كيف يتصرف. ورويت له ان «سمير بك» هو صلاح نصر مدير المخابرات وطلبت منه أن يتصرف بعد أن عرف كل ما وقع لى في الليلة الرهيبة. وجاء خورشيد في اليوم التالي في هلع .. بعد أن سأل الفنان أحمد مظهر أثناء تصوير فيلم «العنب المر» من يكون صلاح نصر وماهى قوته؟ ورد عليه مظهر: مالك أنت وصلاح نصر. وأشار على وجهه أن يصمت ولا يجيب سيرته، وكأنه بعبع بشع يرعب الناس. وقال خورشيد سبحان الله ونعم الوكيل.  

## نقد وتعليقات
كتب موقع بي بي سي نيوز عربي في 30 يونيو 2021: «برزت شهرة اعتماد حين ألفت كتابا حول انحرافات جهاز المخابرات المصرية، في فترة الستينيات من القرن الماضي، تحت قيادة زوجها الراحل صلاح نصر. وحسب ما جاء في الكتاب، الذي حمل عنوان» اعتماد خورشيد... شاهدة على انحرافات صلاح نصر«، فإن الأخير أجبر زوجها السابق أحمد خورشيد على تطليقها لكي يتزوجها هو، كما أجبره على أن يكون شاهدا على عقد الزواج»، وتابع الموقع قائلاً: «وقد صدر هذا الكتاب في عام 1988، وطبع 6 مرات خلال ثلاثة أشهر، وحقق مبيعات منقطعة النظير، لكنه سحب من الأسواق استنادا لحكم قضائي».
قدم وسيم عفيفي على موقع الميزان بعض من أدلة على أخطاء في كتاب إعتماد خورشيد وذكر: «لا نحاول تجميل صورة صلاح نصر فالرجل له سلبيات كارثية أعترف بها جهاز المخابرات المصرية نفسه عندما طلب الجهاز محاكمته»، كما نشرت صحيفة الوفد في 17 يناير 2021 وصف الإعلامي محمد الباز كتاب إعتماد خورشيد بإنه أكبر نميمة سياسية في العالم.
كتبت دعاء عبد اللطيف على موقع الجزيرة نت في أول يوليو 2021: "من حق الشعب أن يعرف كل شيء" بهذه الجملة استهلت خورشيد كتابها "شاهدة على انحرافات صلاح نصر" الذي أثار، وقت صدوره أواخر الثمانينيات، جدلا واسعا لما احتواه من قصص عن تعذيب المعارضين وإرغام الفنانات على إقامة علاقات جنسية بزعم خدمة البلاد"، واصلت الكاتبة وقالت: "عبد الناصر أمر باعتقال نصر وقٌدم للمحاكمة، في مايو 1968، وتمت إدانته في القضية، المعروفة إعلاميا باسم انحراف المخابرات، بالسجن لمدة 15 سنة، وكانت خورشيد أحد شهود هذه القضية".
كتب صابر طنطاوي على موقع نون بوست عن إعتماد خورشيد: «شهادتها التاريخية التي وثقتها في كتابها الشهير» اعتماد خورشيد: شاهدة على انحرافات صلاح نصر«الصادر عام 1989، الذي يعد الخطوة الأولى باتجاه فضح فساد جنرالات عهد جمال عبد الناصر. فرضت خورشيد نفسها خلال العقود الثلاث الماضية على منصات الإعلام، داخل مصر وخارجها، بعدما تحولت إلى» شاهد عيان«على جرائم تلك الحقبة الحساسة من تاريخ الدولة المصرية، وهي الفترة التي مهدت إلى نكسة 1967 الشهيرة التي ارتدى خلالها قادة الجيش والسياسة معًا أدوار البطولة دون منازع. ورغم محاولات التشكيك المستمر في شهادة الفنانة الراحلة، التي أسقطت القناع عن رموز الدولة في تلك الحقبة، فإن الشهادات اللاحقة سواء من بعض ضحايا هذا النظام، ممن زُج بهم في معتقلات ناصر، أم المتعاونين معه من الفنانيين والساسة تؤكد صدق ما جاء في معظم تلك الشهادة التي تحولت إلى» فضيحة«هزت عرش ناصر وكانت سببًا في زيادة حدة الغضب والاحتقان ضد حقبته السياسية».
نشرت الصحيفة الأردنية الالكترونية «المدينة الإخبارية» في 31 مايو 2011 حواراً مع إعتماد خورشيد جاء فيه: «أصدرت كتاباً يشير إلى انحرافات المخابرات في عهد زوجها السابق» صلاح نصر«مع انها كانت قضية قلب نظام الحكم ولكن بشهادة اعتماد أصبحت قضية انحرافات المخابرات لانها تطرقت إلى اختلاسات وعمليات الكنترول التي كانت تتم علي عدد من الفنانات والسيدات بتصويرهن في أوضاع مخلة بالآداب. ما قيل في التحقيقات ونشرته في كتاب فجر عليها الويلات والانتكاسات»، وتابعت الصحيفة قائلة: «هذه العمليات كان يطلق عليها» السمو الروحاني«، وهو أحد أساليب المخابرات في ذلك العهد وقد سأل» حسين الشافعي«رئيس المحكمة عن السمو الروحاني في المحكمة أثناء نظر قضية انحراف المخابرات في عهد صلاح نصر .. وكان صلاح نصر سافر إلى الولايات المتحدة ليتعلم كيفية التجسس وفي ألمانيا تعلم استخدام النساء في التجسس وتنفيذ عمليات الكنترول وتعلم من الهند السمو الروحاني وهو أن ينفصل الجسد عن الروح وتقوم السيدة التي تم عليها الكنترول بالعملية الجنسية بدون إحساس أو عاطفة حتي تصل للتشبع بدون حب أو عواطف وممكن أن يتم هذا السمو بالرجال مع الرجال أو السيدات مع السيدات في جميع أنواع الجنس أي كان يوجد حساب للشواذ بحجة الحصول علي المعلومات»، وتابعت الصحيفة: «حسين الشافعي ذكر قبل وفاته علي شاشات الفضائيات أن أكبر عمليات تم اكتشافها في عصر زكريا محيي الدين لم يكن لها علاقة بالنساء التي كانت تتم خلال عصر فاروق من خلال سيدة تدعي»سنية قراعة «وعملت في البوليس السياسي واستعان بها صلاح نصر وجندت له 500 طالبة من الجامعة وقام صفوت الشريف بتصويرهن جميعاً للسيطرة عليهن وتدريبهن علي السمو الروحاني»، وأجابت خورشيد عن سؤال: «القضية كانت قلب نظام الحكم ولم تكن انحرافات المخابرات» قائلة: «نعم .. وأنا الذي أبلغت عبد الناصر وقلت له إن صلاح نصر سينقلب عليك وكان ذلك بعد أن تنحي عبد الناصر، واعتقدت ان عبد الناصر تنحي وصلاح نصر قادم بدلاً منه فذهبت إلى حسن إبراهيم، عضو مجلس قيادة الثورة، وكان صديق خالي وجاء اليَّ عبد الناصر وحكيت له واصفر وجه عبد الناصر وازرق!! وقال: لا تخافي من شيء وستقولي هذا الكلام لأمين هويدي رئيس المخابرات بعد صلاح نصر وكنت أول سيدة تدخل جهاز المخابرات لتشهد علي الاختلاسات والانحرافات ومن هنا أصبحت قضية انحراف المخابرات».
كتب حمادة إمام على موقع 180 نيوز في 28 يونيو 2021: «قبل بدء المحاكمة بلحظات على حسب كلامها  تقدم منها رئيس هيئة الادعاء المستشار علي نور الدين وبدأ يشرح لها كيفية أدائها للشهادة قائلاً: صلاح نصر سيكون في القفص علي يميني لا تنظري إليه ونحن أعضاء هيئة الادعاء ستكون في الجهة اليسرى انظري إلينا ووجهي كلامك إلي المحكمة دون أن تنظري ناحية القفص ويمكنك وضع نظارة سوداء علي وجهك لا تضطربي وكوني متمالكة لأعصابك»، ويواصل الكاتب نقل فقرات من كتاب خورشيد ويكتب: «صلاح نصر الذي كان اسمه يبث الرعب في القلوب وتقشعر الأبدان من سماع اسمه كان يركع تحت أقدامها ويبكي ويطلب منها أن تتزوجه وإجبار زوجها أن يطلقها وهي في الشهر السابع في مقابل أن يشتري استوديو التصوير الخاص به. ودبر فرصة عمل في بيروت وشراء أدوات تصوير جديدة وتوقيع عقود أفلام. حتي عندما فاجأتها آلام الوضع كان يتنكر في زي رجل صعيدي ويحضر إلي المستشفى ليطمئن عليها».

## وصلات خارجية
https://books-library.com/read/261028965 اعتماد خورشيد شاهدة على انحرافات صلاح نصر
https://www.goodreads.com/book/show/7185079 اعتماد خورشيد شاهدة على انحرافات صلاح نصر
https://www.bbc.com/arabic/middleeast-57655267 اعتماد خورشيد شاهدة على انحرافات صلاح نصر
https://www.youtube.com/watch?v=Ewn4biy9r9k اعتماد خورشيد شاهدة على انحرافات صلاح نصر